# Simdagsländor
Simdagsländor (Siphlonuridae) är en familj i insektsordningen dagsländor som innehåller omkring 175 kända arter. 
Simdagsländor förekommer över hela världen, men är vanligast på det norra halvklotet. Det övervägande antalet arter i familjen är medelstora till stora dagsländor med en vingbredd på upp till 5 centimeter. Som fullbildade insekterna hittas de som många andra dagsländor ofta i närheten av vatten.
Nymferna, som lever fritt i vattnet, är aktiva simmare och kan utvecklas i både lugnare och mer strömmande vatten. När de når det sista nymfstadiet lämnar de vattnet, genom att krypa upp på en sten eller växtstjälk, och där ömsar de sedan hud och omvandlas till subimago. Efter en kort tid sker ytterligare en hudömsning och subimagon omvandlas till en fullbildad insekt, imago.